# Lophoptera illucidoides
Lophoptera illucidoides är en fjärilsart som beskrevs av Embrik Strand 1917. Lophoptera illucidoides ingår i släktet Lophoptera och familjen nattflyn. Inga underarter finns listade i Catalogue of Life.